# Martín Enríquez de Almanza
Dom Martín Enríquez de Almanza y Ulloa (Castela, Espanha ??? - Lima, Peru, 13 de março de 1583) foi o quarto vice-rei da Nova Espanha  e Vice-rei do Peru.

## Vice-rei da Nova Espanha
Tendo sido escolhido pelo Conselho das Índias como vice-rei, suas primeiras ações no momento da chegada na Nova Espanha, em Veracruz, foram desalojar os piratas ingleses da Ilha de Sacrificios, base usada para atacar a costa e os navios espanhois. Quando ele chegou na Cidade do México, imediatamente tomou medidas para acabar com a confusão deixada pelo ex-presidente da Real Audiência, Alonso Muñoz. Enríquez de Almanza também atuou como mediador entre os bispos e as ordens religiosas que operavam na Nova Espanha. A disputa entre esses dois grupos religiosos datava do vice-reinado de Gastón de Peralta, quando uma ordem real estipulou que a administração das freguesias era de responsabilidade do clero secular, de monges, freiras e membros do clero regular. O clero regular se recusou a obedecer essa ordem, dando início ao conflito. Os franciscanos ameaçaram abandonar a cidade, e na verdade começaram uma marcha rumo à Veracruz. Eles foram ameaçados por índios e ordenaram a volta do vice-rei. Depois de receber algumas concessões, eles voltaram à Cidade do México.
Em 1570 o vice-rei liderou pessoalmente uma expedição contra as tribos indígenas que haviam sido devastadas no interior. Ele construiu presídios em Ojuelos e Portezuelos, na estrada de Zacatecas. Fundou a Villa de San Felipe (Guanajuato) e muitas outras cidades, bem como colégios e conventos. Em 1573 começou a construção da Catedral da Cidade do México.

## Estabelecimento da Inquisição
Durante o governo de Enríquez de Almanza, a Inquisição foi formalmente criada na Nova Espanha. Pedro Moya de Contreras, o primeiro inquisidor  na Nova Espanha, chegou em 1571. Composta por um grupo de alto bispos e, por vezes, sob a liderança do arcebispo da Cidade do México, a Inquisição tinha instruções especiais para supervisionar e controlar as práticas religiosas dos espanhóis e não-indígenas residentes no território, e para perseguir e eliminar as comunidades judaicas ou comunidades de marranos, bem como os protestantes.
Logo esse tribunal religioso tornou-se bastante ativo. As primeiras vítimas da Inquisição no Novo Mundo foram dois ingleses e um irlandês, queimados na fogueira na Cidade do México em 15 de abril de 1574 por "heresias luteranas". Estima-se que 200 pessoas foram julgadas em 1574, ano em que a primeira Auto de fé foi realizada. A maioria destas foi queimada viva em praças públicas ou torturada até a morte em prisões secretas, nos arredores da capital.

## Protetor dos índios
Enríquez de Almanza foi um protetor ativo dos índios, trouxe a atenção médica para os desprotegidos e ajudou aqueles em condições críticas. Construiu hospitais na cidade para tratar as vítimas de uma terrível epidemia (que hoje se acredita ter sido varicela), que deixou 3.000 pessoas mortas. Emitiu regulamentos em que a proteção social dos índios era garantida pelos patronos espanhóis, e foi assegurado um salário justo para aqueles que trabalhavam como agricultores.

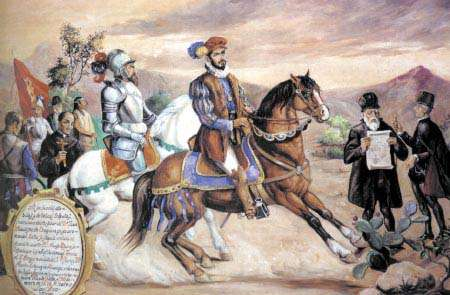
Martín Enríquez de Almanza.

## Vice-rei do Peru
Filipe II de Espanha recebeu bons comentários sobre este vice-rei, e também tinha conhecimento das evidentes melhorias feitas durante sua administração. Em reconhecimento de seu trabalho, foi designado vice-rei do Peru, a colônia mais rica. Enríquez de Almanza partiu do porto de Acapulco em 1580. Assumiu o cargo em maio de 1581, substituindo Francisco de Toledo. Martín Enríquez de Almanza morreu em Lima, no Peru, em 1583, ainda no cargo. A Audiencia governou a Nova Espanha até a chegada do novo vice-rei, Lorenzo Suárez de Mendoza.
Em Lima, as pessoas o conheciam como el Gotoso (o Gota) por causa de sua doença. Ele era incapaz de fazer mais como vice-rei do Peru, ele não é, portanto, contado entre os grandes vice-reis.